# Prikro
Prikro es un departamento de la región de Iffou, Costa de Marfil. En mayo de 2014 tenía una población censada de 72 789 habitantes.
Se encuentra ubicado en el centro-este del país, cerca de la orilla occidental río Komoé.